# Tiroler seksfilm
Tiroler seksfilms (Duits: Lederhosenfilme) zijn komisch bedoelde softpornofilms van Duitse, Zweedse of Oostenrijkse makelij die zich doorgaans in de Alpen afspelen en vooral in de jaren 70 van de 20e eeuw zeer populair waren. De benaming Tiroler seksfilms is onjuist; de films spelen zich voor het overgrote deel in (het zuiden van) Beieren af. Alleen in de Nederlandse bioscoop (en later videotheek) werd deze aanduiding gebezigd. De bekendste Alpen-seksfilm is waarschijnlijk wel Kom met je waldhoorn tussen m'n Alpen (eigenlijk: Auf der Alm, da gibt′s koa Sünd′), die in 1974 ook in Nederland een kaskraker was. 
Kenmerken van dit genre zijn het meestal ontbreken van een logisch verhaal, dik aangezet kluchtig acteerwerk en een amateuristische manier van produceren. De titels van veel van deze films kenmerken zich door dubbelzinnigheid en seksuele toespelingen (zoals Geilermanns Töchter: wann Mädchen mündig werden en Frau Wirtin bläst auch gern Trompete), in de Nederlandse vertaling de vermeende erotiek van Tirol en zijn inwoners (Tiroler blondjes op het liefdespad) en het maken van toespelingen op erotische bijbetekenissen van jodelen (Jodeln ist ka Sünd) en lederhosen (Beim Jodeln juckt die Lederhose).  De verhalen zijn soms slecht uitgewerkt of leiden niet tot een afgerond einde, maar enkele films hebben een redelijk tot goed scenario gekregen, onder andere nr 6 uit de Lederhosen-serie (Eine Mutter namens Waldemar) en Graf Dracula beisst in Oberbayern. 
Sommige films spelen zich af buiten het Alpengebied: "Was treibt die Maus im Badehaus" speelt zich voor het grootste deel af in Thailand (maar wel met drie Beieren als hoofdpersonen). Ook is er een serie gemaakt rond de "Kumpel", de mijnwerkers uit het Ruhrgebied ("Bohr weiter Kumpel" e.d.). Deze laatste films waren gebaseerd op een serie verhalen van Hans Henning Claer, zelf een oud-mijnwerker, die min of meer ook zelf een rol speelde. Met de Alpen had deze serie weinig te maken. 

## Geschiedenis
De Duitse softpornofilms van de jaren 70 begonnen eigenlijk al in de jaren 60 met een aantal zogeheten "Report"-films, quasi-documentaires waarin seks een belangrijke rol vervulde en die zogenaamd verslag (Report) deden van "huisvrouwen", "meisjesinternaten" e.d. De echte "Tiroler" films borduurden hierop voort en maakten door regisseur Franz Marischka de Alpen tot plaats van handeling. Aanvankelijk draaiden deze Alpenverhalen steeds om Beierse herbergiers die aan vrouwelijke toeristen hun diensten als "playboy" aanbieden, welk thema in latere films af en toe weer opduikt. Dit alles is gebaseerd op een echt krantenartikel uit 1972 over de erotische wensen van (welgestelde) vrouwelijke toeristen in Beieren, die wel wat zagen in de lokale mannelijke bevolking en in het bijzonder soms de waard van de herberg waar zij logeerden probeerden te verleiden. Franz Marischka las dit bericht en werd erdoor geïnspireerd dit thema uit te werken. 
De films van Brummer, de Jodel-serie van Franz Seitz en vele andere waren zo populair dat de Alpenbewoners zich oprecht zorgen maakten over de reputatie van hun regio. In de jaren zeventig genereerden dergelijke films soms wel een kwart van de totale bioscoopomzet.
Er zijn begin jaren 70 ook nog een paar films gemaakt die de Oostfriezen als onderwerp hadden; Oostfriezen zijn in Duitsland onderwerp van flauwe "belgenmoppen" en uiteraard voldoen de Oostfriezen in de film aan alle clichés ("Ostfriesen Report" en "Die Rache der Ostfriesen"). Regisseur Walter Boos.

## Belangrijke personen
De belangrijkste producent van de Tiroler seksfilm was Alois Brummer. Hij was transportondernemer maar ook eigenaar van enkele bioscopen en interesseerde zich zeer voor films. Hij begon zijn eigen films te schrijven en regisseren en kwam daarmee al snel in dit genre terecht. Door de onuitputtelijke reeks films zoals de Liebesgrüße aus der Lederhose-serie en Graf Porno bläst zum Zapfenstreich groeide zijn bedrijf al snel uit tot een van de grootste filmmaatschappijen van Duitsland. Samen met de Wirtinnen-serie gelden de films van Brummer als het beste wat het genre te bieden heeft. Bekende regisseurs van het genre waren genoemde Franz Marischka en Siggi Götz. Latere Tirolers zijn vaak knip- en plakwerk van oudere films.
Steeds weer terugkerende acteursnamen zijn Rinaldo Talamonti (die altijd maar weer de oversekste Italiaanse gastarbeider speelt), Peter Steiner, Josef Kleiber, Franz Muxeneder, Josef Moosholzer, Willy Harlander, Elisabeth Volkmann, Ulrike Butz, Margot Mahler, Johannes Buzalski, Werner Röglin, Peter Hamm, Wolfgang Goldan e.a. Zij nemen de rollen van de Beierse plattelandsbevolking (boer, herbergier, dienstmeisje, pastoor, burgemeester, secretaresse, hotelgast e.d.) voor hun rekening.

## Films (selectie)
- Liebesgrüße aus der Lederhose (1973)
- Ob Dirndl oder Lederhose - gejodelt wird ganz wild drauflos (1974)
- Beim Jodeln juckt die Lederhose (1974)
- Liebesgrüße aus der Lederhose 2: Zwei Kumpel auf der Alm (1974)
- Gaudi in der Lederhose (1977)
- Liebesgrüße aus der Lederhose 3: Sexexpress aus Oberbayern (1977)
- Wirtshaus der sündigen Töchter (1978)
- Liebesgrüße aus der Lederhose 4: Die versaute Hochzeitsnacht (1978)
- Liebesgrüße aus der Lederhose 5: Die Bruchpiloten vom Königssee (1978)
- Zwei Däninnen in Lederhosen (1979)
- Die Liebestollen Lederhosen (1982)
- Liebesgrüße aus der Lederhose 6: Eine Mutter namens Waldemar (1982)
- Liebesgrüße aus der Lederhose 7: Kokosnüsse und Bananen (1992)